# Sino-mongolské vztahy
Sino-mongolské vztahy jsou bilaterálními vztahy mezi Mongolskem a Čínou, které byly dlouhou dobu určované vztahy mezi Čínou a Sovětským svazem. Tyto vztahy sahají daleko do minulosti, národy Chanů a Mongolů byly v kontaktu už po tisíciletí.

## Historie
Díky vzájemným vztahům už ale od raného období probíhala mezi těmito národy řada konfliktů. Aby se chanská dynastie uchránila před těmito krutými, nemilosrdnými barbary, kteří drancovali jejich území, začal první čínský císař Čchin Š'-chuang za své dynastie Čchin (221 př. n. l. – 206 př. n. l.) stavět Velkou čínskou zeď. Tato stavba, dnes známá jako jeden z nejznámějších divů světa, poté chránila Říši středu (čínsky v českém přepisu Čung-kuo, pchin-jinem Zhōngguó, znaky zjednodušené 中国, tradiční 中國) po další dlouhá staletí.
Zvrat nastal v roce 1271, kdy Kublaj, mongolský vojevůdce, založil v Číně mongolskou dynastii Jüan (1271 – 1368) a Čína se tak dostala pod mongolskou nadvládu.
V letech 1636–1911 bylo Mongolsko součástí mandžuské dynastie Čching, která v té době vládla Číně.
Po pádu dynastie Čching (1911) Mongolové využili tehdejší situace ve svůj prospěch a snažili se o svou vlastní nezávislost za pomoci carského Ruska. Ale ani Rusko nesouhlasilo s úplnou nezávislostí Mongolů. V roce 1915 se spojilo v trojstranné smlouvě s Čínou a Mongolskem, která vyhlásila Mongolsko autonomní s tím, že ale stále zůstávalo pod čínskou poručnickou správou. Smlouva také vymezila hranice mezi Vnějším Mongolskem a Vnitřním Mongolskem.

## Komunistická éra
Mongolsko ale dále bojovalo o svou nezávislost. Proto po vzniku Čínské lidové republiky v roce 1949 čínský představitel Mao Ce-tung uznal Mongolsko za nezávislou zemi, čímž Čína prokázala svou velkorysost a snahu o dobré vztahy. Tento krok však do budoucna Mongolsku až takové výhody nepřinesl.
Během studené války, kdy měla Čína napjaté vztahy se SSSR, hostilo Mongolsko na svém území sovětské vojenské základny. Díky tomuto kroku se Mongolsko obávalo čínské invaze. Tyto obavy však nebyly na místě, jelikož se Čína zasadila o zachování dobrých vztahů, které přetrvávají dodnes.

## Současnost
V roce 1986 byla podepsaná série dohod na posílení obchodu a vytvoření dopravních a leteckých spojení. Od této chvíle začala Čína Mongolsko ještě více podporovat. V roce 1991 umožnila Mongolům přístup do čínského přístavu Tchien-ťin, aby mu a jeho tovaru umožnila přístup k obchodu v rámci asijsko-tichomořského regionu.
Dalším zdrojem prosperity Mongolska je jeho vývoz surovin do Číny. Bez čínského trhu by bylo Mongolsko výrazně oslabené. Jak už bylo výše zmíněno, možná ještě důležitější je závislost Mongolska na Číně z hlediska přístupu k moři. Jako vnitrozemní stát potřebuje přístup k přístavům v severovýchodní Číně, aby se dostalo na mezinárodní trh.
Mongolsko je také účastníkem iniciativy Pás a stezka. Čína podpořila členství Mongolska v Asijském dialogu o spolupráci (ACD), Asijsko-pacifické hospodářské spolupráci (APEC) a udělí mu status pozorovatele v Šanghajské organizaci pro spolupráci.